# Bus-lès-Artois

Bus-lès-Artois este o comună în departamentul Somme, Franța. În 1 ianuarie 2022 avea o populație de 137 de locuitori.